# Jardín botánico Ecoherbes Park

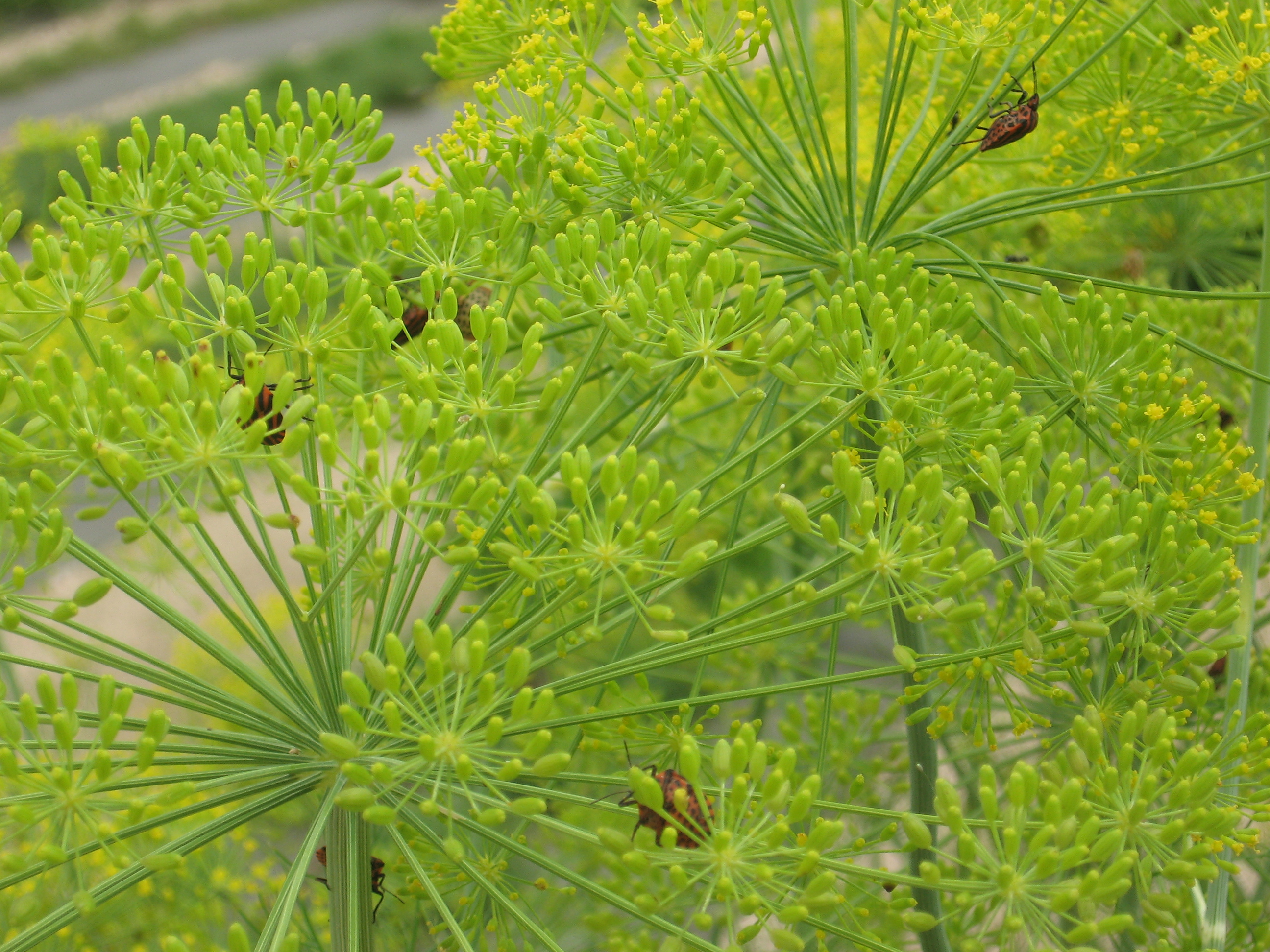
Flora y fauna del jardín

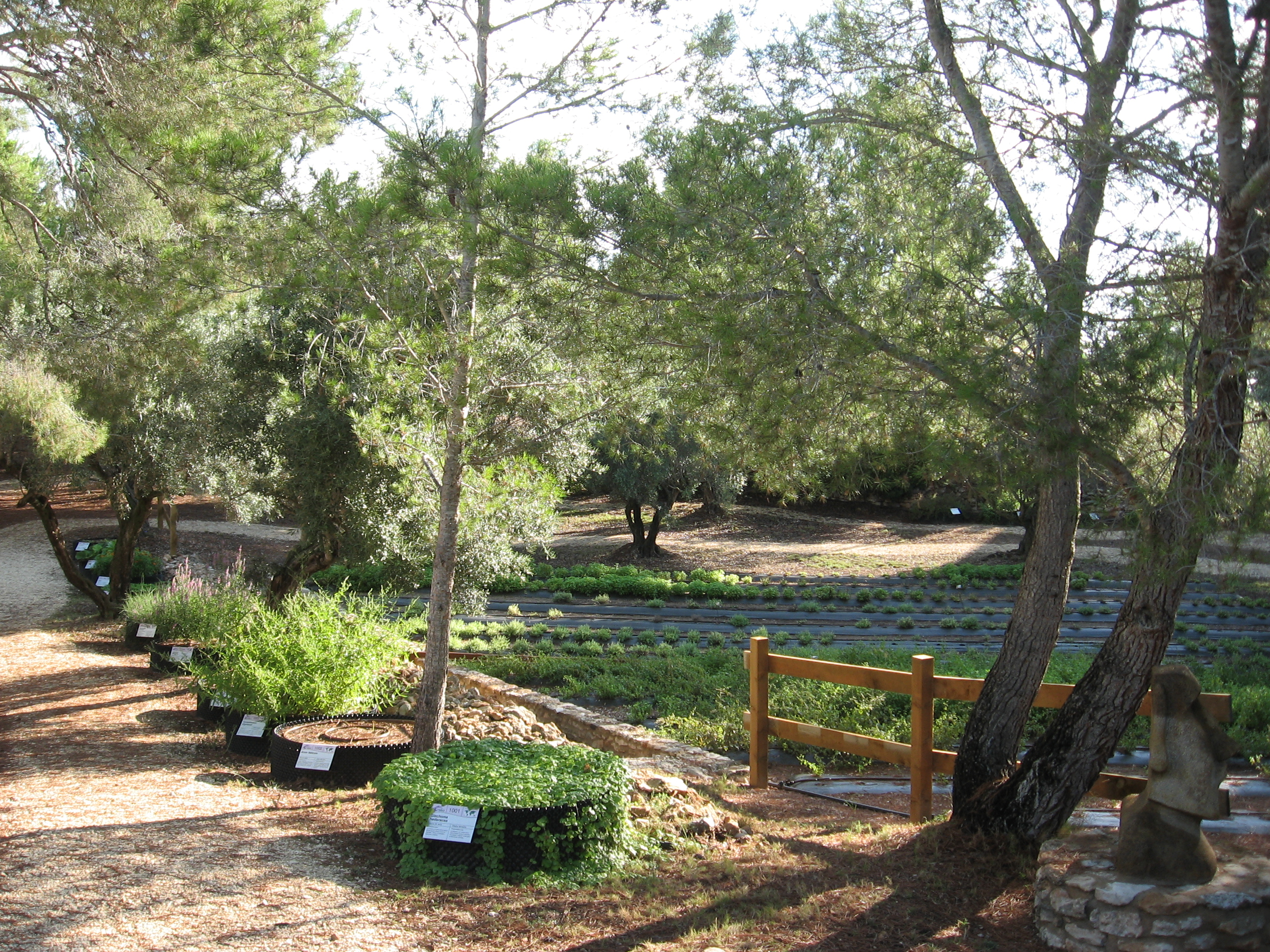
Jardín medicinal.

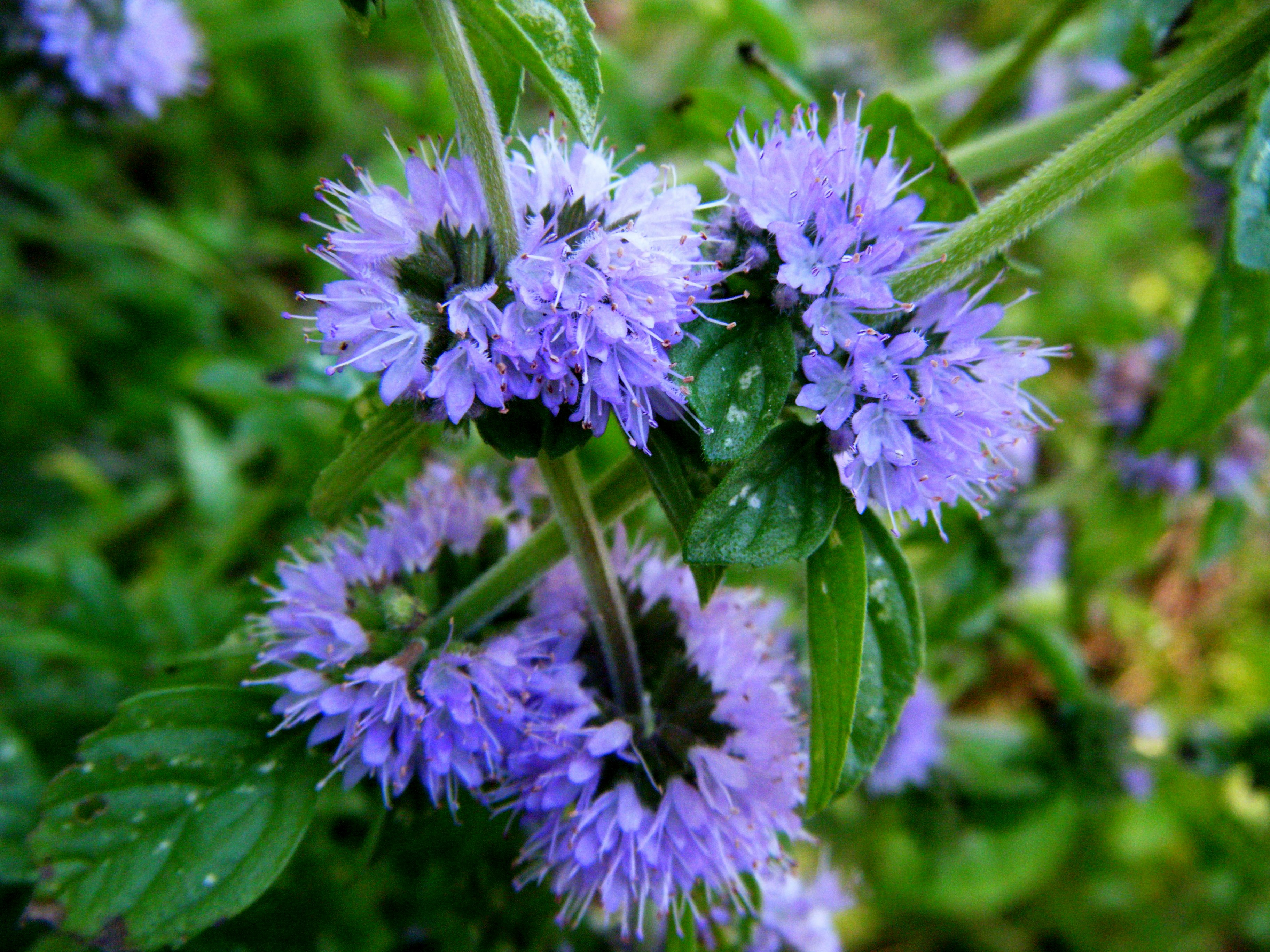
Mentha pulegium

El jardín botánico Ecoherbes Park es un jardín botánico de plantas medicinales situado en la localidad de La Ampolla, conocida como «Porta del Delta de l’Ebre» por su cercanía al parque natural del Delta del Ebro, en la comarca del Bajo Ebro, zona declarada Reserva de la biosfera por la Unesco. Es el primer jardín botánico medicinal y ecológico de la península ibérica, y a su vez una reserva de especies vegetales en peligro de extinción. 

## Historia
El Jardín Medicinal Ecológico, fue inaugurado el 20 de junio de 2015 y abrió sus puertas al público el 21 de junio, coincidiendo con la celebración del solsticio de verano. Es un proyecto que nace y se desarrolla con la finalidad de proporcionar, in situ, conocimientos sobre las plantas y sus usos medicinales actuales y tradicionales.
Los visitantes pueden pasear libremente por el jardín o recorrerlo en una visita guiada.

## Colecciones
El jardín alberga más de 400 especies de plantas medicinales, aromáticas y culinarias de diferentes partes del mundo. Junto a ellas, se encuentra una gran biodiversidad de especies arbóreas y arbustivas autóctonas, rodeado todo el conjunto de campos de cultivo, con el mar Mediterráneo y el parque natural del Delta del Ebro como telón de fondo. 
El jardín botánico de 2 hectáreas, está dentro de un parque agroecológico de 10 hectáreas. En su construcción, se ha mantenido toda la morfología del terreno, los muros de piedra seca centenarios y respetado la vegetación arbórea existente destacando el pino blanco (Pinus alepensis), el olivo (Olea europea) algunos de ellos milenarios, y el algarrobo (Ceratonia siliqua) algunos de más de 300 años. 
El jardín está estructurado mediante caminos que brindan multitud de itinerarios, y donde las plantas están distribuidas micro-climatológicamente, teniendo en cuenta la exposición al sol, al viento y la humedad ambiental. 
Los parterres de plantación facilitan el drenaje y aireación de la tierra, propiciando una estructura óptima del sistema radicular de las plantas. Todos los parterres son individuales y en cada uno hay plantada una sola especie, lo que facilita adecuar el sustrato a las necesidades específicas. Van acompañados de un cartel individual donde se explican las propiedades y uso de la planta, el nombre común, el nombre botánico y la procedencia original de cada una. 
En el jardín conviven colecciones de Rosmarinus, Thymus, Salvia, Menta, Albahaca, Artemisa, Echinacea, Geranium, Tanacetum, Achillea, Kalanchoe, Origanum, Cymbopogon, Plectranthus, Satureja, Leonorus, Lavandula, junto a plantas también medicinales de los diferentes continentes. Dentro del recinto, formando parte del jardín, se encuentra el denominado Rincón de las Brujas, donde se ubican plantas altamente tóxicas, venenosas y de propiedades psicotrópicas. Este es un recinto con acceso restringido a menores. El jardín, que también es una reserva de especies vegetales en peligro de extinción, dispone de un banco de semillas o genosperma. Posee un vivero propio de reproducción, y se experimenta sobre la adaptación climática de muchas de las especies que lo componen.